# Verband katholischer Altenhilfe in Deutschland
Der Verband katholischer Altenhilfe in Deutschland e. V. (VKAD) wurde 1963 in Köln als Verband der Heime und Einrichtungen der Katholischen Altenhilfe in Deutschland gegründet und ist ein selbstständiger Fachverband im Deutschen Caritasverband. Den heutigen Namen trägt er seit 2006. Aufgabe ist die Beratung und Interessenvertretung der katholischen Altenheime, Sozialstationen und Altenpflegeschulen in Deutschland. Im Jahr 2022 zählte der Verband 1179 Mitgliedseinrichtungen. Er hat seinen Sitz in Freiburg im Breisgau. Die Geschäftsstelle befindet sich im Klara-Ullrich-Haus in der Reinhardstraße 13 in 10117 Berlin.